# Leandra purpurea
Leandra purpurea är en tvåhjärtbladig växtart som beskrevs av Henry Allan Gleason. Leandra purpurea ingår i släktet Leandra och familjen Melastomataceae. Inga underarter finns listade i Catalogue of Life.